# Козіївка (Обухівський район)
Козі́ївка — село в Україні, в Обухівському районі Київської області. Населення становить 90 осіб.